# Xpeng Motors
Xpeng Motors (Chinees: 小鹏 汽车) is een Chinese fabrikant van elektrische auto's. Het bedrijf werd opgericht in 2014 en het hoofdkantoor is gevestigd in Guangzhou.

## Beschrijving
Xpeng werd in 2014 opgericht door Xia Heng en He Tao, voormalige leidinggevenden van de Guangzhou Automobile Group. Vroege geldschieters waren onder meer He Xiaopeng (voormalig medewerker van Alibaba) en Lei Jun, oprichter van Xiaomi.
Xpeng onthulde in december 2018 zijn eerste productiemodel, de Xpeng G3 SUV, op de 2018 Consumer Electronics Show in Las Vegas. Het bedrijf ging de eerste auto's leveren in het voorjaar van 2019. De G3 is voorzien van een batterij met 47,6 kWh waarmee een bereik van 300 kilometer kan worden behaald.
Het tweede model, de P7, is een vierdeurs elektrische sedan, die in april 2019 werd onthuld op de autobeurs Auto Shanghai. De batterij kreeg 70% meer vermogen (80,8 kWh). De vierwielaangedreven P7 heeft een actieradius van 562 kilometer, het achterwielaangedreven model 706 kilometer.
In 2020 investeerden Alibaba en de staatsinvesteringsfondsen van Abu Dhabi en Qatar 400 miljoen dollar in het bedrijf. Het bedrijf werd op 27 augustus 2020 beursgenoteerd aan de New York Stock Exchange. Het bedrijf maakte in dat jaar ook bekend over te stappen naar LFP-accu's. Hierdoor wordt de dure grondstof kobalt overbodig. Als gevolg hiervan neemt het bereik van het voertuig af, maar LFP-accu's hebben een langere levensduur en zijn algemeen gezien veiliger.
In april 2021 onthulde het bedrijf de Xpeng P5 sedan. De wagen is voorzien van een achterwielaangedreven elektromotor met een vermogen van 155 kW.
De Xpeng G9 SUV is het vierde model dat in november 2021 werd onthuld op de Guangzhou Auto Show. De auto is gericht op het luxere segment en kan volgens Xpeng voor ruim 95% worden gerecycled.
De Volkswagen Group deed in 2023 een investering van 653 miljoen euro in XPeng voor het ontwikkelen van twee elektrische modellen voor de Chinese markt. Een jaar later gingen beide bedrijven een verdere samenwerking aan op technisch vlak voor de ontwikkeling van hun platforms, elektronica en software. Volgens eigen zeggen is de ontwikkelcyclus hiermee met een derde verkort.

## Modellen
- Xpeng G3 (2018-2023)
- Xpeng P7 (2020)
- Xpeng P5 (2021)
- Xpeng G9 (2022)
- Xpeng G6 (2023)
- Xpeng X9 (2023)
- M03 (2024)

### Galerij

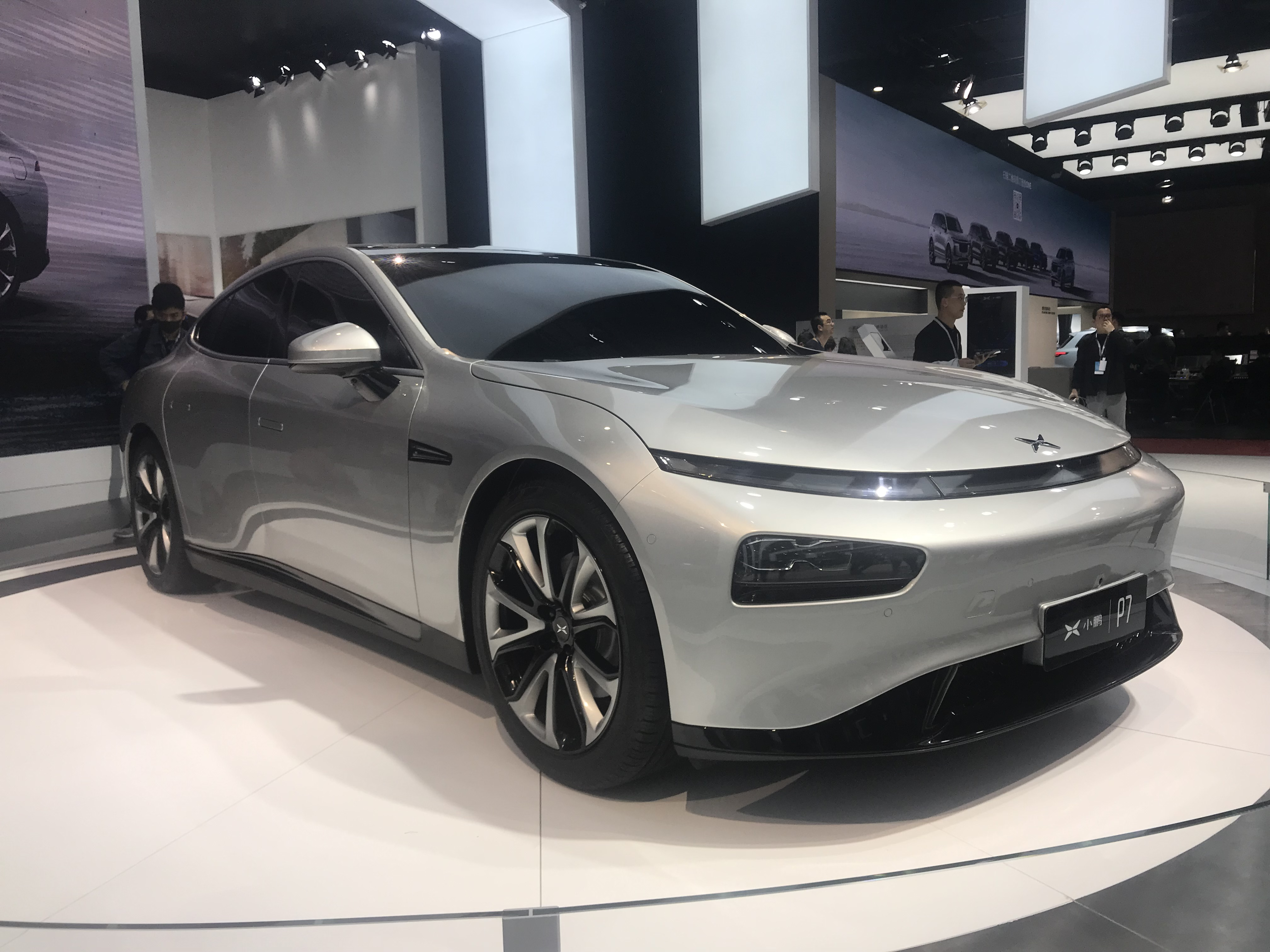
XPeng P7
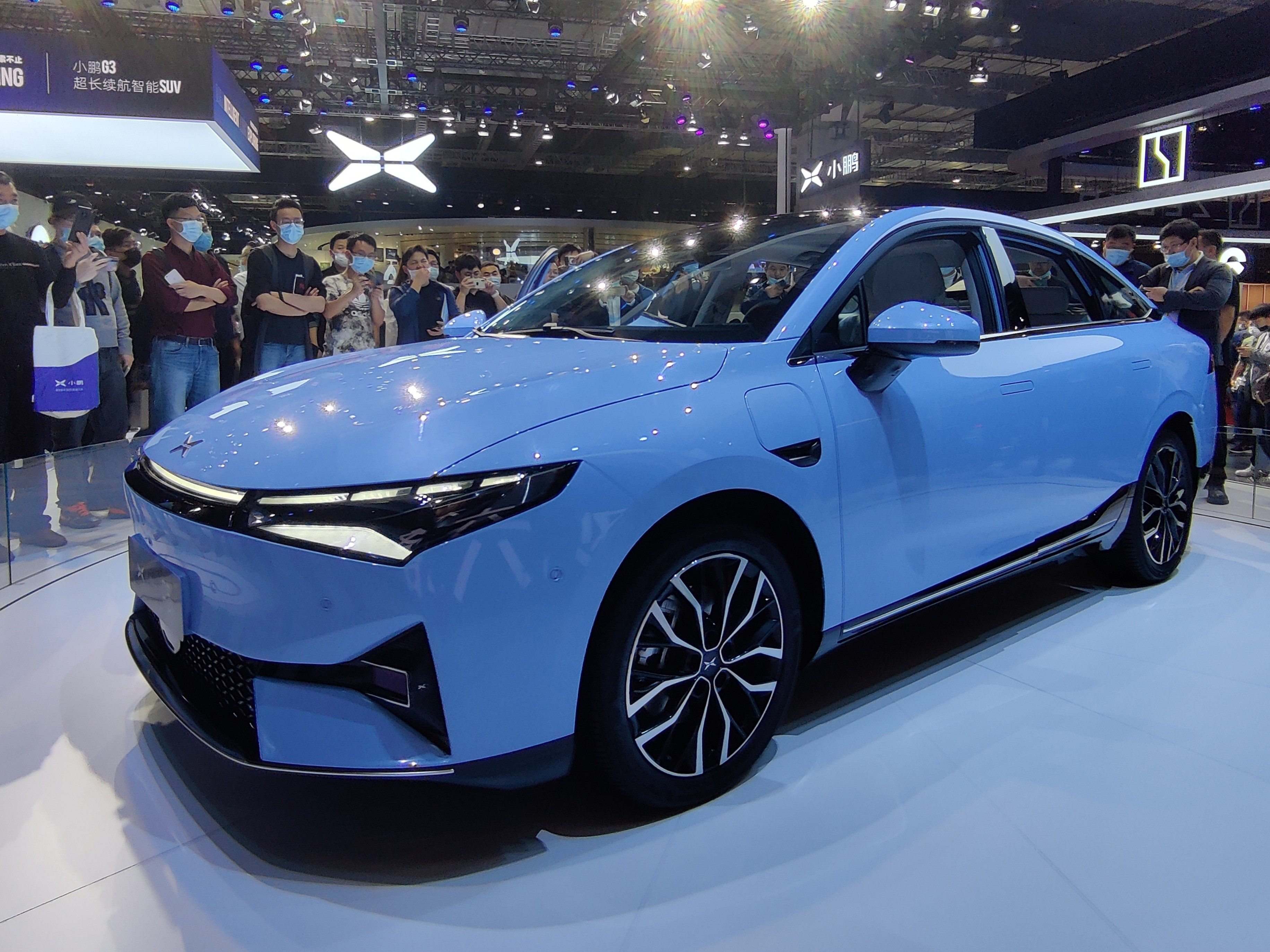
Xpeng P5
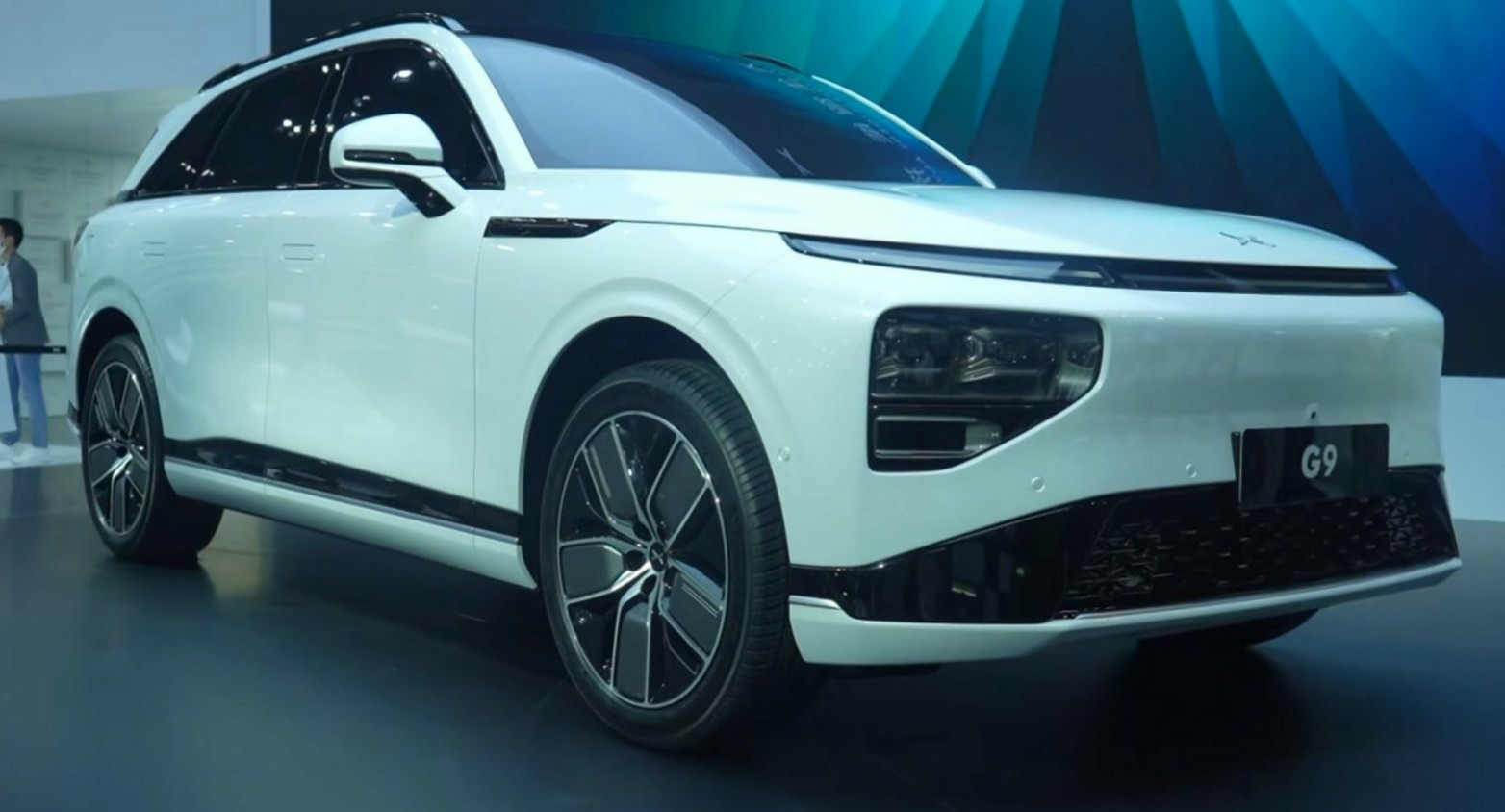
XPeng G9